# Convention du 25 octobre 1980 sur les aspects civils de l'enlèvement international d'enfants

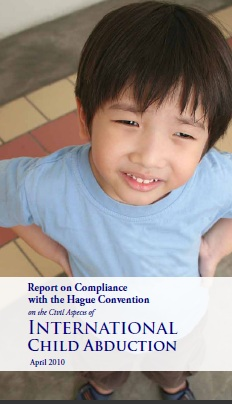
Rapport de lU.S. Department of State sur le respect de la Convention du 25 octobre 1980.

La Convention du 25 octobre 1980 sur les aspects civils de l'enlèvement international d'enfants est un traité multilatéral signé dans le cadre de la Convention de La Haye de 1980. 
La présente Convention a pour objet :
- d'assurer le retour immédiat des enfants déplacés ou retenus illicitement dans tout État contractant ;
- de faire respecter effectivement dans les autres États contractants les droits de garde et de visite existant dans un État contractant.

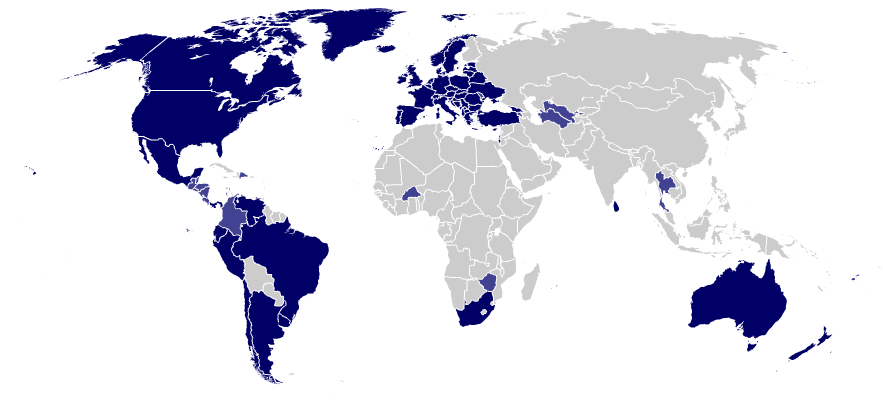
Carte des pays signataires (juin 2009).